# Bülent Uygun
Bülent Uygun (Sakarya, 1 augustus 1971) is een voormalige voetballer uit Turkije, die vanaf 2005 trainer is. Hij was als voetballer onder andere werkzaam bij Sakaryaspor, Kocaelispor, Fenerbahçe, Çanakkale Dardanelspor, Trabzonspor, Göztepe, Sivasspor en Anadolu Üsküdar 1908. Als laatste trainde hij Al-Rayyan, waar Uygun in maart 2019 zijn ontslag  indiende. Daarna ging hij weer aan de slag bij clubs in Turkije.
De meest succesvolle jaren kende Uygun in Istanboel, bij Fenerbahçe. Hij werd daar in het seizoen 1993/94 met 22 doelpunten topscorer van de Süper Lig. Elke keer als Uygun had gescoord, salueerde hij na zijn doelpunt het Fenerbahçe-publiek. Hierdoor kreeg de voetballer de bijnaam Asker Bülent (Bülent de Soldaat).
Op zijn 27e leeftijd brak Uygun zijn been, waardoor hij een tijdje niet meer kon voetballen.
Na het beëindigden van zijn actieve loopbaan is Uygun gaan werken als sportjournalist voor een Turkse krant. Sinds 2005 is Uygun hoofdtrainer. Hij trainde onder meer Sivasspor, Bucaspor, Eskişehirspor, Elazığspor, Gaziantepspor, Umm-Salal, nog een keer Gaziantespor, Osmanlispor, Al-Gharafa en Al-Rayyan.
In het arrest CAS 2014/A/3628 Eskişehirspor Kubülü v UEFA (p. 39, p. 44) is trainer Bülent Uygun schuldig bevonden aan het manipuleren van de uitkomst van de wedstrijd Eskişehirspor vs. Fenerbahçe van 9 april 2011.